# Leos Carax
Leos Carax (nom artístic d'Alexandre Cristoph Dupont) és un cineasta francès nascut el 22 de novembre de 1960 a Suresnes.

## Biografia
Carax és conegut pel seu estil poètic i el caràcter torturat que adquireix l'amor en les seves pel·lícules. La seva primera gran incursió al cinema va ser la pel·lícula Boy Meets Girl, que va realitzar en 1984, als vint-i-quatre anys. Algunes de les seves més notables obres són: Les amants du Pont-Neuf (1991), Pola X (1999) i Holy Motors (2012).
És fill de la periodista nord-americana i crítica de cinema Joan Dupont (International Herald Tribune) i del periodista de la ciència francès Georges Dupont.
El seu nom artístic és un anagrama d'Alex, que és el nom del personatge principal en la majoria de les seves pel·lícules (i el nom que li van donar els seus pares), i d'Oscar, en referència als Premis Oscar: «Vaig néixer en 1976 en una cambra fosca i seria molt difícil per a mi que m'haguessin fet néixer abans sota un nom tret de la paperassa. He fet cinema per a ser orfe. Abans, era com si jo hagués dormit durant disset anys», declara Carax.

## Joventut
De la seva infància Carax aprecia el cinema, particularment «les dones filmades» i s'apassiona especialment per Marilyn Monroe. Al mateix temps la seva escolaritat és bastant caòtica, "era un trapella". Guanyava els seus diners extres anant a robar discos al centre comercial de La Défense per a revendre'ls als seus companys de l'escola segons les comandes que aquests li feien; és així com faria nombrosos descobriments musicals. Els seus ídols del rock són David Bowie i Iggy Pop.
A la fi de la dècada dels 70 va estudiar en el centre Censier de la Universitat Sorbona Nova - París 3, on va conèixer a Serge Daney i Serge Toubiana que el van presentar amb els Cahiers du Cinéma, on roman un curt període. Va començar el rodatge d'un film de baix pressupost, en el qual va fracassar, anomenat La fille rêvée; l'empresa va acabar quan un projector trencat va encendre les cortines d'un restaurant xinès on s'havia realitzat una de les escenes.

## Carrera cinematogràfica
Amb 24 anys, Carax, realitza Boy Meets Girl (1984), que crida l'atenció per un estil visual madur. És també la primera d'una llarga sèrie de col·laboracions entre el director i el seu actor fetitxe, Denis Lavant, i el director de fotografia Jean-Yves Escoffier.
Li va seguir el film de ciència-ficció Mauvais Sang en 1986. La pel·lícula és un clar homenatge a la Nouvelle vague, i especialment a una de les seves grans influències, Jean-Luc Godard. Continua amb la seva exploració de l'amor en els temps moderns, que adquireix un to més fosc i extrem en aquesta cinta. Participa al 37è Festival Internacional de Cinema de Berlín.
Cinc anys després, represa la seva carrera com a director amb Les amants du Pont-Neuf, pel·lícula que va sofrir diversos retards a causa de problemes amb el finançament i amb l'administració parisenca (el film es rodava en l'emblemàtic pont), però que va rebre una molt bon acolliment per part de la crítica i obria les portes a una major experimentació de Carax en la seva següent pel·lícula, Pola X. Aquesta, apareguda l'any de 1999, era una adaptació del conte de Herman Melville, "Pierre; or, The Ambiguities", de tema incestuós. A la fi de 2007, participa amb el segment titulat "Merde" al llargmetratge japonès Tokyo!
Tretze anys després de la seva última pel·lícula, en 2012, va presentar Holy Motors, protagonitzada una altra vegada per Denis Lavant, es va presentar aquest any en la secció oficial del Festival de Cannes, però, malgrat ser considerada per molts una de les millors obres presentades al certamen, no va guanyar cap premi (les reticències són degudes al fet que es considera original i nova en excés). No obstant això, va ser el gran guanyador del Festival de Cinema de Sitges ja que va obtenir els premis a la Millor Pel·lícula, la Millor Direcció, el Premi José Luis Guarner de la crítica i el Méliès d'Argent al millor film europeu.

## Filmografia

### Director
Curtmetratges
- 1980 Strangulation Blues
- 1997 Sans Titre
- 2008 Tokyo! - Segment "Merde"
- 2014 Gradiva

Llargmetratges
- 1984 Boy Meets Girl
- 1986 Mauvais Sang
- 1991 Les amants du Pont Neuf
- 1999 Pola X
- 2012 Holy Motors
- 2021 Annette

### Actor
- 1986 Mauvais Sang de Leos Carax: tafaner del veïnatge
- 1987 King Lear de Jean-Luc Godard: Edgar
- 1988 Les Ministères de l'art de Philippe Garrel: ell mateix
- 1997 Namai de Sharunas Bartas: home amb llibres
- 2004 Process de C.S. Leigh: un mete
- 2006 977 de Nikolay Khomeriki: tècnic
- 2008 Mister Lonely de Harmony Korine: Renard
- 2008 Je ne suis pas morte de Jean-Charles Fitoussi: meitat d'arcàngel
- 2012 Holy Motors de Leos Carax: home en pijama verd

### Videoclips
- 2001 Crystal de New Order[9]
- 2004 Tout le monde de Carla Bruni